# Invumbe
Invumbe ou Vumbe (mvumbe) é a palavra de origem banto significa morto ou espírito de morto, morte. A expressão "Tirar a mão de Vumbe" ou "Maku Nvumbe" mão de Vumbe (mão de morto), significa fazer cerimônia para tirar a mão do falecido, feita após um ano do Intambe (cerimônia fúnebre). Em outras palavras, fazer cerimônia para que ele se desprenda das coisas materiais e encontre o seu caminho no mundo espiritual.